# Mallodeta sortita
Mallodeta sortita är en fjärilsart som beskrevs av Walker 1854. Mallodeta sortita ingår i släktet Mallodeta och familjen björnspinnare. Inga underarter finns listade i Catalogue of Life.